# Hidalgo (Illinois)
Pour les articles homonymes, voir Hidalgo.
Hidalgo est un village du comté de Jasper dans l'Illinois, aux États-Unis,. Situé au nord du comté, il est incorporé le 5 mai 1902.

## Démographie
Lors du recensement de 2010, le village comptait une population de 106 habitants. Elle est estimée, en 2016, à 105 habitants.

## Source de la traduction
- (en) Cet article est partiellement ou en totalité issu de l’article de Wikipédia en anglais intitulé « Hidalgo, Illinois » (voir la liste des auteurs).